# Black Pistol Fire
Black Pistol Fire es una banda canadiense de rock con miembros originalmente de Toronto, Ontario pero que fue formada en Austin, Texas, Estados Unidos en el 2011. Está formada por Kevin McKeown (Guitarra y voz) y Eric Owen (tambores). Su sonido es una mezcla del rock sureño clásico  y garage punk.

## Discografía

### Álbumes de estudio
- 2011 - Black Pistol Fire - ellos mismos
- 2012 - Big Beat '59 - Rifle Bird Records
- 2014 - Hush Or Howl - Modern Outsider
- 2016 - Don't Wake the Riot - Modern Outsider
- 2017 - Deadbeat Graffiti - Rifle Bird Records
- 2021 - Look Alive - Black Hill Records[2]

### EPs
- 2012 - Shut-Up!

### Sencillos
- 2015 - Damaged Goods/Mama’s Gun
- 2019 - Level
- 2019 - Black Halo
- 2019 - Temper Temper/So Real
- 2019 - Pick Your Poison
- 2019 - Well Wasted
- 2020 - Hope in Hell
- 2021 - Look Alive No. 32 Billboard Alternative Airplay